# Nový Bozděchov
Nový Bozděchov (německy Neu Postiechow) je malá vesnice, část obce Horní Radouň v okrese Jindřichův Hradec v Jihočeském kraji. Nachází se asi 1,5 kilometru severně od Horní Radouně. Nový Bozděchov leží v katastrálním území Starý Bozděchov o výměře 5,87 km².

## Historie
Ze všech částí obce je tato osada historicky nejmladší. První osídlení této části obce lze v matrice doložit rokem 1730, kdy je zmíněna panská rasovna (dnešní čp. 4). Další stavení zde vznikla až během prodeje panských pozemků v letech 1796–1800 a až roku 1828 během příprav stabilního katastru se poprvé objevuje samotný název Nový Bozděchov.
Značnou část domů vzniklých během parcelace panského dvora vybudovala rodina Urbanových – jistý Josef Urban byl posledním šafářem poplužního dvora ve Starém Bozděchově. Vykoupil od včelnického panství většinu pozemků, vystavěl na nich několik domů a následně je odprodával novým majitelům či odkazoval členům své rodiny. 
Lidový název této osady Nouze je poprvé doložen v matrice roku 1837, avšak zřejmě je daleko starší. Ačkoliv se v obci traduje (a v některých populárně-naučných publikacích uvádí), že vznikl kvůli chudobě a bídě místních obyvatel, je toto vysvětlení nepravděpodobné. Obyvatelé nové osady byli dle pozemkových a kvitančních knih majetkově možná i lépe zabezpečeni nežli obyvatelé Starého Bozděchova. Možným vysvětlením by bylo, že „Nouzí“ lidé nazývali samotnou rasovnu, kde alespoň soudě dle matričních záznamů pohodný poskytoval azyl lidem v nouzi – žebrákům, tulákům, válečným veteránům, katům, svobodným matkám atd.

## Obyvatelstvo
| Rok            | 1869 | 1880 | 1890 | 1900 | 1910 | 1921 | 1930 | 1950 | 1961 | 1970 | 1980 | 1991 | 2001 | 2011 | 2021 |
| -------------- | ---- | ---- | ---- | ---- | ---- | ---- | ---- | ---- | ---- | ---- | ---- | ---- | ---- | ---- | ---- |
| Počet obyvatel | 251  | 212  | 186  | 162  | 168  | 153  | 134  | 80   | 61   | 48   | 21   | 11   | 4    | 6    | 15   |
| Počet domů     | 30   | 30   | 30   | 30   | 30   | 29   | 29   | 28   | 21   | 21   | 13   | 20   | 20   | 22   | 24   |

## Obecní správa
Při sčítání lidu v letech 1850–1879 Nový Bozděchov byl osadou obce Bozděchov v okrese Pelhřimov. V letech 1880–1959 byl osadou obce Starý Bozděchov, se kterým patřil nejprve do okresu Pelhřimov, ale v letech 1900–1950 v okrese Kamenice nad Lipou. Od roku 1960 je částí obce Horní Radouň v okrese Jindřichův Hradec.

### Místní symboly
Od roku 2024 užívá zdejší Spolek přátel Starého Bozděchova, z. s., neoficiální symboly všech tří místních částí obce, které jsou také umístěny na uvítacích cedulích

neoficiální znak místní části
neoficiální vlajka místní části

Znak i vlajka Nového Bozděchova jsou tvořeny svisle polceným polem, které je převzato z pečeti rytíře Bohuslava z Bozděchova (1454, 1458), který jako jediný z členů staršího pokolení rytířů z Bozděchova měl v pečeti štítové znamení – svisle polcený červeno-bílý štít.
Červená vydělaná useň odkazuje k nejstaršímu osídlení osady, k panské rasovně, která je na místě dnešního čp. 4 doložena nejpozději 1730 (ras se živil stahováním zvířat a zpracováním mršin). Stříbrný chrt ve skoku se zlatým obojkem vpravo hledící je převzat z erbu rodu von Geymüller, kde dva stříbrní chrti vystupovali coby štítonoši. Během držení tohoto rodu byl Nový Bozděchov oddělen od Bozděchova a také pojmenován (1828).

## Galerie

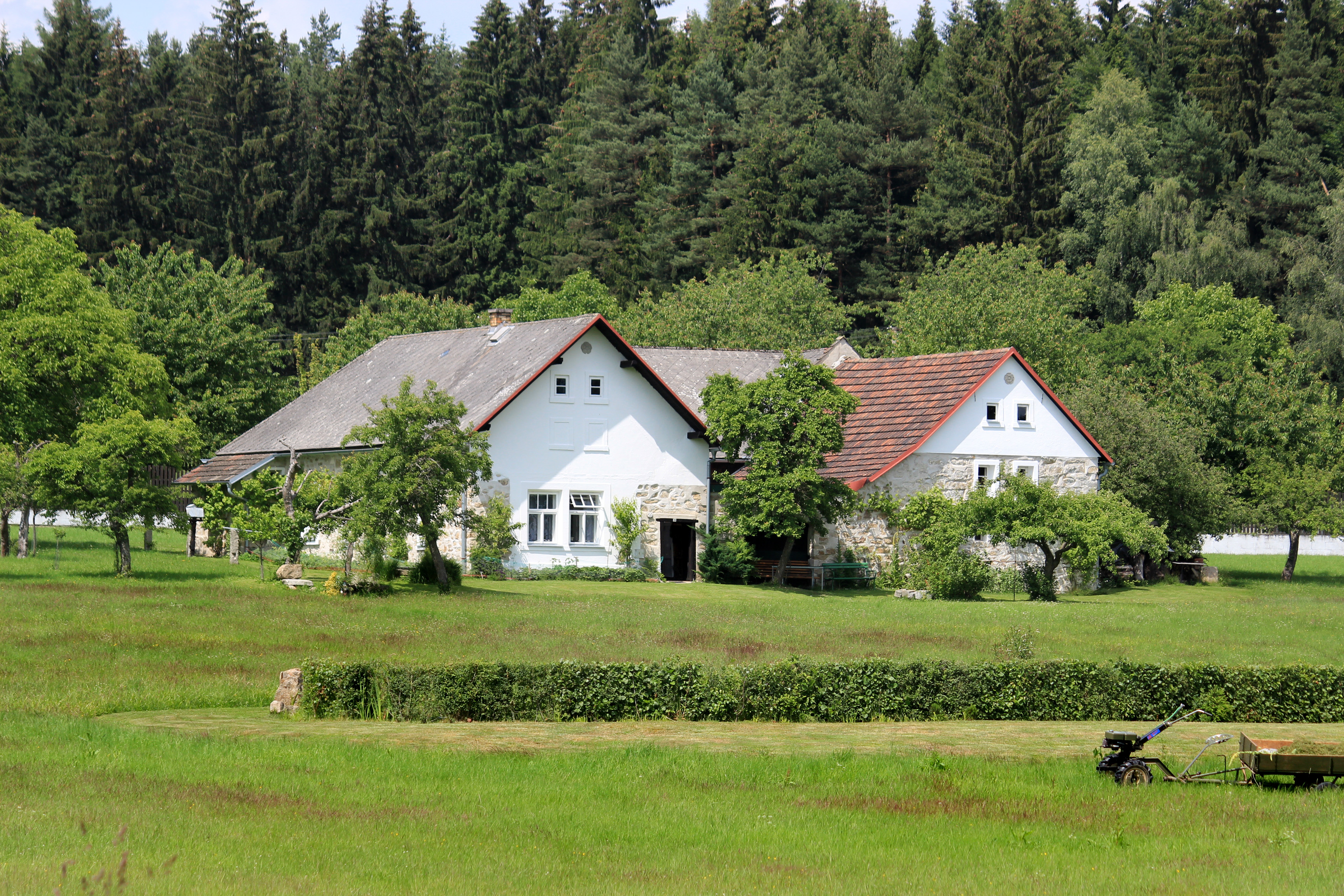
Statek čp. 29
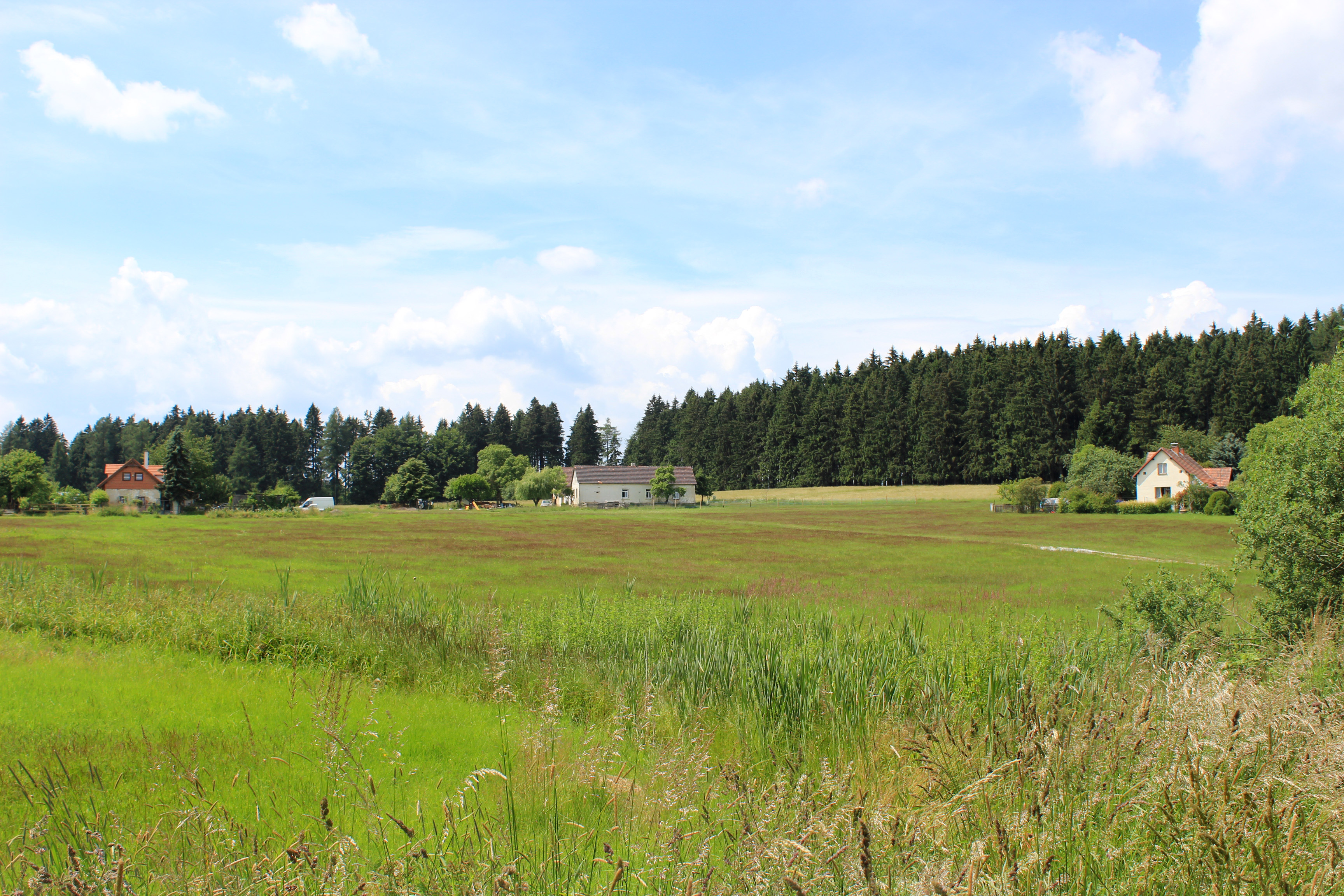
Rozptýlená zástavba ve východní části